# Top (álbum)
Top é o segundo álbum de estúdio do rapper estadunidense YoungBoy Never Broke Again, lançado em 11 de setembro de 2020 pelas gravadoras Never Broke Again e Atlantic Records. O álbum sucede seu disco de estreia, Until Death Call My Name, lançado mais de dois anos antes. O projeto conta com participações dos rappers Lil Wayne e Snoop Dogg, além de produção de Cheese, Cubeatz, DJ Suede the Remix God, JetsonMade, Smash David e Wheezy.
Top recebeu avaliações geralmente positivas da crítica, que destacou a versatilidade e o conteúdo do álbum. Ele estreou na primeira posição da parada Billboard 200 dos Estados Unidos, com 126 mil unidades equivalentes a álbum, das quais 19 mil foram vendas puras. Nove das vinte e uma faixas do álbum estrearam na Billboard Hot 100. O álbum foi promovido por três singles: “All In”, “Kacey Talk” e “Callin”.

## Lançamento e promoção
Após o lançamento de 38 Baby e depois de lançar músicas continuamente por quatro anos, YoungBoy anunciou que faria uma breve pausa no lançamento de novas músicas. Na época, ele tuitou: "Depois de sexta-feira [lançamento de 38 Baby 2], nunca mais vou lançar uma música/álbum até estar em uma situação melhor". Ele também pediu publicamente à sua gravadora os direitos sobre suas masters em troca de quatro novos álbuns. No entanto, a gravadora recusou a oferta. O álbum foi anunciado por YoungBoy no dia 20 de agosto por meio de suas redes sociais, junto com a data de lançamento, e indicou que o projeto teria 18 faixas. Até o dia 25 de agosto, o álbum já havia alcançado o primeiro lugar na Apple Music apenas com base nas pré-vendas. No dia 30 de agosto, Gaulden tuitou que queria adicionar faixas extras ao álbum, mudando-o para 21 músicas. Um dia antes do lançamento, Gaulden compartilhou a tracklist do álbum, revelando 21 faixas com participações de Lil Wayne e Snoop Dogg.
Após o lançamento do álbum, Gaulden lançou o videoclipe oficial da décima primeira faixa do álbum, "Dead Trollz", dirigido por FlyGuyNick. Apenas um dia depois, em 12 de setembro, Gaulden lançou o videoclipe oficial da vigésima faixa do álbum, "Peace Hardly", também dirigido por FlyGuyNick.

## Singles
Em 26 de setembro de 2019, Gaulden lançou a décima oitava faixa do álbum, "House Arrest Tingz", exclusivamente em seu canal no YouTube. Em 16 de junho de 2020, Gaulden lançou a décima sétima faixa, "Sticks with Me", também exclusivamente em seu canal no YouTube, junto com um videoclipe dirigido por Rich Porter, que mostra YoungBoy em uma cena se apresentando dentro e ao redor de um caixão e de um túmulo. No dia 3 de agosto, Gaulden lançou o single principal do álbum, "All In". Na faixa, YoungBoy aborda temas como desilusão amorosa e perdas, sobre uma produção com toques de guitarra. A música foi produzida por Yung Lan, LC, 12Hunna e BJ Beatz, e mais tarde alcançou a posição 67 na Billboard Hot 100. O segundo single do álbum, "Kacey Talk", foi lançado em 13 de agosto de 2020, com ad-libs do filho de YoungBoy, Kacey, que também aparece no videoclipe ao lado de seu irmão Kayden.  A faixa foi produzida por Cheese, Julia Lewis e 1Mind, alcançando a posição 50 na Billboard Hot 100. No dia 26 de agosto, após o anúncio do álbum, Gaulden lançou a décima sexta faixa, "Murder Business", exclusivamente em seu canal no YouTube. O terceiro e último single do álbum, "Callin", com participação de Snoop Dogg, foi descrito como uma faixa "minimalista e suave", destacando a agressividade característica de Gaulden com sua "energia alta e impacto". Foi lançada em 1º de setembro. Em 9 de setembro, Gaulden lançou o single avulso "Soul Stealer", que acabou não entrando para o álbum.

## Capa
A capa do álbum foi revelada junto com o anúncio do projeto. Ela imediatamente atraiu críticas por suas semelhanças com a do álbum Please Excuse Me for Being Antisocial (2019), do colega de gravadora Roddy Ricch, da Atlantic Records. Ambas as capas são fotografadas em preto e branco e apresentam poses e roupas semelhantes. Zoe Johnson, da XXL, observou: "NBA YoungBoy, no entanto, está usando dois colares cubanos com diamantes, que ficam sobre a gola da camisa, enquanto as joias de Roddy estão escondidas dentro da camisa". Ricch respondeu em tuítes que depois foram deletados, escrevendo: "Só existe UM Roddy". Ele também minimizou qualquer problema entre ele e YoungBoy: "E eu sempre me dei bem com ele, então não façam parecer que é sobre ele... Só tô cansado dessa comparação toda".

## Recepção crítica
| Críticas profissionais | Críticas profissionais |
| Avaliações da crítica  | Avaliações da crítica  |
| Fonte                  | Avaliação              |
| ---------------------- | ---------------------- |
| AllMusic               | [ 31 ]                 |
| Consequence of Sound   | C+                     |
| HipHopDX               | 3.7/5                  |

Top recebeu críticas geralmente positivas dos especialistas musicais. Fred Thomas, da AllMusic, afirmou que YoungBoy alcançou um novo nível de “versatilidade e expressão”. Ele acrescenta que “esse material está entre os mais fortes da carreira dele, conseguindo ser comercialmente acessível ao mesmo tempo em que oferece uma visão mais autêntica de sua personalidade do que qualquer outro trabalho anterior”. Okla Jones, da Consequence of Sound, declarou que “YoungBoy Never Broke Again sem dúvida ganhará mais notoriedade após o lançamento de Top”. No entanto, ela também aponta que “o maior defeito de YoungBoy é, às vezes, não ter muito de novo a dizer”. Ela conclui sua análise afirmando: “Embora esse corpo de trabalho como um todo possa deixar a desejar do ponto de vista artístico, ele também dá voz a toda uma comunidade de jovens do sul dos EUA”.
Josh Svetz, do HipHopDX, comenta que “as rimas oferecem um escapismo voyeurístico e preciso para dentro de bairros onde suburbanos brancos não ousariam pisar”. Ele também menciona que “a composição de YoungBoy faz o rap mainstream parecer perigoso novamente”. Finalizando sua análise, declara: “Top reforça que, não importa o quão famoso YoungBoy fique — ele sempre vai manter a autenticidade, algo raro de se ver nos dias de hoje”.

### Listas de fim de ano
| Publicação: | Lista                      | Posição |
| ----------- | -------------------------- | ------- |
| Complex     | Os Melhores Álbuns de 2020 | 31      |

## Desempenho comercial
Top estreou em primeiro lugar na Billboard 200 dos EUA com 126.000 unidades equivalentes a álbum (incluindo 19.000 vendas puras de álbum) em sua primeira semana, tornando-se o terceiro álbum de YoungBoy a alcançar o topo da parada no geral, assim como seu segundo álbum número um em 2020. O álbum também destronou Detroit 2 de Big Sean da primeira posição da Billboard 200. Ele também acumulou um total de 156,32 milhões de streams sob demanda nos EUA de todas as suas faixas, na semana que terminou em 26 de setembro de 2020.
Top também ajudou YoungBoy a acumular um novo recorde na história do rap na Billboard 200, tornando-o o rapper mais rápido a ter AI YoungBoy 2 e 38 Baby 2 estreando no topo da parada em cinco meses, enquanto este último e Top estrearam em um período de seis meses, totalizando três álbuns número um em dez meses, com os dois primeiros sendo os mais rápidos registrados e superando um recorde anterior detido por DMX. DMX havia anteriormente estreado em primeiro lugar em um período de sete meses com It's Dark and Hell Is Hot e Flesh of My Flesh, Blood of My Blood de 1998.

## Lista de faixas
| Lista de faixas de Top |                             |                                                                                                 |                                                  |         |  |
| N.º                    | Título                      | Compositor(es)                                                                                  | Produtor(es)                                     | Duração |  |
| 1.                     | "Drug Addiction"            | Kentrell Gaulden Benjamin Hubble Christoffer Marcussen                                          | Palaze LayZ Beats                                | 2:44    |  |
| 2.                     | "Cross Roads"               | Gaulden Joseph Boyden John Carrington Jr. Keenan Webb                                           | Keenan Webb Trauma Tone Seph Got the Waves       | 2:48    |  |
| 3.                     | "The Last Backyard..."      | Gaulden Tavian Dawson Carter                                                                    | TayTayMadeIt                                     | 2:36    |  |
| 4.                     | "Right Foot Creep"          | Gaulden Carter                                                                                  | TayTayMadeIt                                     | 2:39    |  |
| 5.                     | "Dirty Stick"               | Gaulden Daniel Lebrun Logan Christopher Sven Steenbergen                                        | D-Roc 17onDaTrack ABonTheBeat                    | 2:49    |  |
| 6.                     | "Kacey Talk"                | Gaulden Julia Lewis Jason Goldberg Sebastian Lopez                                              | Cheese Julia Lewis 1Mind                         | 2:31    |  |
| 7.                     | "My Window" (com Lil Wayne) | Gaulden Dwayne Carter Jr. Jason Cornet Samuel Jimenez                                           | Smash David TenRoc                               | 3:12    |  |
| 8.                     | "I'm Up"                    | Gaulden Wesley Glass Aaron Selva                                                                | Wheezy Aaron Selva [a]                           | 2:26    |  |
| 9.                     | "Off Season"                | Gaulden Aaron Lockhart Mike Laury Jonathon Montoya                                              | Dubba-AA Mike Laury Jonnie Hope                  | 2:38    |  |
| 10.                    | "All In"                    | Gaulden Luke Clay Michael O'Brien Brandon Russell                                               | Yung Lan LC 12Hunna BJ Beatz                     | 2:36    |  |
| 11.                    | "Dead Trollz"               | Gaulden Jarrian Thompson Lukas Payne Sterling Reynolds                                          | PlayboyXO LondnBlue Karltin Bankz                | 3:29    |  |
| 12.                    | "Fuck Ya!"                  | Gaulden Don'Taye Shephard Gregory Sanders Jr. Allen Kelly                                       | Hitman Audio AKel WassamWop                      | 3:04    |  |
| 13.                    | "Big Bankroll"              | Gaulden Brandon Russel Jaylen Jackson Kendrell Mattox                                           | BJ Beatz DrellOnTheTrack BxsedJay                | 3:20    |  |
| 14.                    | "Boom"                      | Gaulden Braylen Rembert Sanders                                                                 | Hitman Audio Ayo Bleu                            | 2:28    |  |
| 15.                    | "Reaper's Child"            | Gaulden Vincent Verdi Kevin Gomringer Tim Gomringer Jack Lomastro Nizzy Farsi                   | Wallis Lane Vinny For Good Cubeatz Jack Lomastro | 3:23    |  |
| 16.                    | "Murder Business"           | Gaulden India Williams Gregory Sanders                                                          | India Got Them Beats Hitman Audio                | 2:12    |  |
| 17.                    | "Sticks with Me"            | Gaulden Don'Taye Shephard Daniel Wright                                                         | WassamWop Trapman TwoThree                       | 2:49    |  |
| 18.                    | "House Arrest Tingz"        | Gaulden Brian Carroll Tevin Revell                                                              | Drum Dummie                                      | 2:48    |  |
| 19.                    | "To My Lowest"              | Gaulden Mattox Nikola Pejovic                                                                   | DrellOnTheTrack DZIMI                            | 3:05    |  |
| 20.                    | "Peace Hardly"              | Gaulden Dondre Moore Tahj Morgan Tobias Fagerstroem                                             | JetsonMade Neeko Baby Humblebee                  | 2:42    |  |
| 21.                    | "Callin" (com Snoop Dogg)   | Gaulden Calvin Broadus Jr. Cassio Bouziane Vincent Verdi Paimon Jahanbin Nima Jahanbin Goldberg | Cheese Cássio Vinny For Good Wallis Lane         | 2:23    |  |
| Duração total:         | Duração total:              | Duração total:                                                                                  | Duração total:                                   | 54:42   |  |

Notas
- ↑[a]  indica um coprodutor

## Créditos
Créditos adaptados do Tidal.
Músicos
- YoungBoy Never Broke Again – vocais (todas as faixas)
- Lil Wayne – vocais (faixa 7)
- Snoop Dogg – vocais (faixa 21)

Técnicos
- Mark Dorflinger – masterização, mixagem (faixas 1, 2, 4, 5, 8, 9, 18–20)
- Jason "Cheese" Goldberg – masterização, mixagem (faixas 6, 7, 10, 12, 14, 15, 21)
- Khris "XO" James – masterização, mixagem (faixas 3, 13, 16, 17)
- Chris Athens – masterização (faixa 16)

## Paradas
| Paradas (2020)                          | Posição de pico |
| --------------------------------------- | --------------- |
| Bélgica (Ultratop Flandres)             | 167             |
| Canadá (Billboard)                      | 4               |
| Países Baixos (Dutch Charts)            | 50              |
| French Albums (SNEP)                    | 146             |
| Reino Unido (Official Albums Chart)     | 62              |
| Estados Unidos (Billboard 200)          | 1               |
| Estados Unidos (Top R&B/Hip Hop Albums) | 1               |

| Paradas (2020)                        | Posição |
| ------------------------------------- | ------- |
| US Billboard 200                      | 121     |
| US Top R&B/Hip-Hop Albums (Billboard) | 44      |

| Paradas (2021)                        | Posição |
| ------------------------------------- | ------- |
| US Billboard 200                      | 64      |
| US Top R&B/Hip-Hop Albums (Billboard) | 40      |

| Chart (2022)     | Position |
| ---------------- | -------- |
| US Billboard 200 | 128      |

## Certificações
| Região                                                                                             | Certificação | Vendas     |
| -------------------------------------------------------------------------------------------------- | ------------ | ---------- |
| Estados Unidos (RIAA)                                                                              | Platina      | 1 000 000‡ |
| *números de vendas baseados somente na certificação ^distribuições baseadas apenas na certificação |              |            |

## Histórico de lançamento
| Região         | Data                   | Gravadora(s)               | Formato(s)                 | Edições  | Ref.   |
| -------------- | ---------------------- | -------------------------- | -------------------------- | -------- | ------ |
| Diversas       | 11 de setembro de 2020 | Never Broke Again Atlantic | Download digital Streaming | Standard | [ 12 ] |
| Estados Unidos | 28 de janeiro de 2022  | Never Broke Again Atlantic | LP                         | Standard | [ 53 ] |